# Coronavirus Tech Handbook
Coronavirus Tech Handbook — це веб-сайт, призначений для краудсорсингу інформації про коронавірус SARS-CoV-2. Він був розроблений у «Newspeak House», хакерспейсі для політики, в Лондоні.
Сайт був запущений у березні 2020 року, і був розміщений як взаємопов'язана колекція онлайн-документів, які можна редагувати користувачам, що фактично перетворило його на вікі. Станом на жовтень 2020 року його розширили, щоб надавати інструменти для споживачів, компаній, органів місцевого самоврядування та розробників, зокрема для боротьби з пандемією COVID-19.
Його заявленою метою було забезпечити: «простір для технологів, громадських організацій, державних і приватних установ, дослідників і спеціалістів усіх видів для співпраці над швидкою та складною реакцією на спалах коронавірусу та його подальші наслідки».